# Culex semibrunneus
Culex semibrunneus är en tvåvingeart som beskrevs av Edwards 1927. Culex semibrunneus ingår i släktet Culex och familjen stickmyggor. Inga underarter finns listade i Catalogue of Life.